# Ismail Omar Guelleh
Ismail Omar Guelleh, född 27 november 1947 i Dire Dawa, Somali-regionen i Etiopien, är president i Djibouti sedan 1999. Han var tidigare chef för säkerhetstjänsten.